# Lake Crystal
Lake Crystal é uma cidade localizada no estado americano de Minnesota, no Condado de Blue Earth.

## Demografia
Segundo o censo americano de 2000, a sua população era de 2420 habitantes.
Em 2006, foi estimada uma população de 2547, um aumento de 127 (5.2%).

## Geografia
De acordo com o United States Census Bureau tem uma área de
4,6 km², dos quais 4,6 km² cobertos por terra e 0,0 km² cobertos por água. Lake Crystal localiza-se a aproximadamente 303 m acima do nível do mar.

## Localidades na vizinhança
O diagrama seguinte representa as localidades num raio de 20 km ao redor de Lake Crystal.